# Oxytropis duthieana
Oxytropis duthieana är en ärtväxtart som beskrevs av Syed Irtifaq Ali. Oxytropis duthieana ingår i släktet klovedlar, och familjen ärtväxter. Inga underarter finns listade i Catalogue of Life.